# ميخائيل هارتمان
ميخائيل هارتمان (بالألمانية: Michael Hartmann)‏ (11 يوليو 1974 في ألمانيا - ) هو مدرب كرة قدم ولاعب كرة قدم ألماني في مركز الدفاع. شارك مع Germany national football Α2 team ‏ ومنتخب ألمانيا لكرة القدم. أما مع النوادي، فقد لعب مع نادي هرتا برلين وهانزا روستوك وBSG Stahl Brandenburg ‏.

## وصلات خارجية
- ميخائيل هارتمان على موقع قاعدة بيانات كرة القدم.إي يو (الإنجليزية)
- ميخائيل هارتمان على موقع بيانات كرة القدم. دي إي (الألمانية)
- ميخائيل هارتمان على موقع ناشيونال فوتبول تيمز (الإنجليزية)
- ميخائيل هارتمان على موقع عالم كرة القدم.نت (الإنجليزية)